# Riesz-Potential
Das Riesz-Potential in der Mathematik ist ein Potential, das nach dem ungarischen Mathematiker Marcel Riesz benannt ist. In gewisser Weise definiert das Riesz-Potential ein Inverses für eine Potenz des Laplace-Operators im euklidischen Raum und verallgemeinert somit die Riemann-Liouville-Integrale einer Variable auf mehrere Variablen.

## Definition
Sei {\displaystyle 0<\alpha <n}, dann ist das Riesz-Potential {\displaystyle I_{\alpha }f} einer lokal integrierbaren Funktion {\displaystyle f} auf {\displaystyle \mathbf {R} ^{n}} die Funktion, die definiert ist durch
{\displaystyle \left(I_{\alpha }f\right)(x)={\frac {1}{c_{\alpha }}}\int \limits _{\mathbb {R} ^{n}}{\frac {f(y)}{|x-y|^{n-\alpha }}}\mathrm {d} y},
wobei die Konstante gegeben ist durch
{\displaystyle c_{\alpha }=\pi ^{n/2}2^{\alpha }{\frac {\Gamma (\alpha /2)}{\Gamma ((n-\alpha )/2)}}}.
Dieses singuläre Integral ist wohldefiniert, sofern {\displaystyle f} ausreichend schnell gegen unendlich abfällt, speziell wenn {\displaystyle f\in L^{p}\left(\mathbf {R} ^{n}\right)} mit {\displaystyle 1\leq p<n/\alpha }. Tatsächlich gilt für jedes {\displaystyle 1\leq p}, dass die Zerfallsrate von {\displaystyle f} und die von {\displaystyle I_{\alpha }f} in folgender Weise miteinander verbunden sind
{\displaystyle \left\|I_{\alpha }f\right\|_{p^{*}}\leq C_{p}\|Rf\|_{p},\quad p^{*}={\frac {np}{n-\alpha p}}},
wobei {\displaystyle Rf=DI_{1}f} die vektorwertige Riesz-Transformation ist. Allgemeiner sind die Operatoren {\displaystyle I_{\alpha }} für komplexe {\displaystyle \alpha } wohldefiniert, sofern {\displaystyle 0<\operatorname {Re} (\alpha )<n}. 
Das Riesz-Potential kann auch allgemeiner im schwachen Sinne als die Faltung
{\displaystyle I_{\alpha }f=f*K_{\alpha }}
definiert werden, wobei {\displaystyle K_{\alpha }} die lokal integrierbare Funktion
{\displaystyle K_{\alpha }(x)={\frac {1}{c_{\alpha }}}{\frac {1}{|x|^{n-\alpha }}}}
ist. Das Riesz-Potential kann daher dann definiert werden, wenn {\displaystyle f} eine kompakt getragene Distribution ist. In diesem Zusammenhang ist das Riesz-Potential eines positiven Borelmaßes {\displaystyle \mu } mit kompaktem Träger besonders in der Potentialtheorie von Interesse, da {\displaystyle I_{\alpha }\mu } außerhalb des Trägers von {\displaystyle \mu } eine (stetige) subharmonische Funktion ist und auf ganz {\displaystyle \mathbf {R} ^{n}} unterhalbstetig ist.

## Eigenschaften
Die Betrachtung der Fourier-Transformation zeigt, dass das Riesz-Potential ein Fourier-Multiplier ist. Tatsächlich gilt:
{\displaystyle {\widehat {K_{\alpha }}}(\xi )=\int \limits _{\mathbb {R} ^{n}}K_{\alpha }(x)e^{-2\pi ix\xi }\mathrm {~d} x=|2\pi \xi |^{-\alpha }}
und daher, gemäß dem Faltungssatz:
{\displaystyle {\widehat {I_{\alpha }f}}(\xi )=|2\pi \xi |^{-\alpha }{\hat {f}}(\xi )}
Die Riesz-Potentiale erfüllen die folgende Halbgruppen-Eigenschaft, beispielsweise für schnell abfallende stetige Funktionen:
{\displaystyle I_{\alpha }I_{\beta }=I_{\alpha +\beta }}
vorausgesetzt, dass
{\displaystyle 0<\operatorname {Re} (\alpha ),\operatorname {Re} (\beta )<n,\quad 0<\operatorname {Re} (\alpha +\beta )<n}
Des Weiteren gilt, falls {\displaystyle 0<\operatorname {Re} (\alpha )<n-2}:
{\displaystyle \Delta I_{\alpha +2}=I_{\alpha +2}\Delta =-I_{\alpha }}
Außerdem gilt für diese Klasse von Funktionen:
{\displaystyle \lim \limits _{\alpha \rightarrow 0^{+}}\left(I_{\alpha }f\right)(x)=f(x)}